# Urasowo (Belgorod)
Urasowo (russisch Уразово) ist eine Siedlung städtischen Typs in der Oblast Belgorod (Russland) mit 6982 Einwohnern (Stand 14. Oktober 2010).

## Geografie

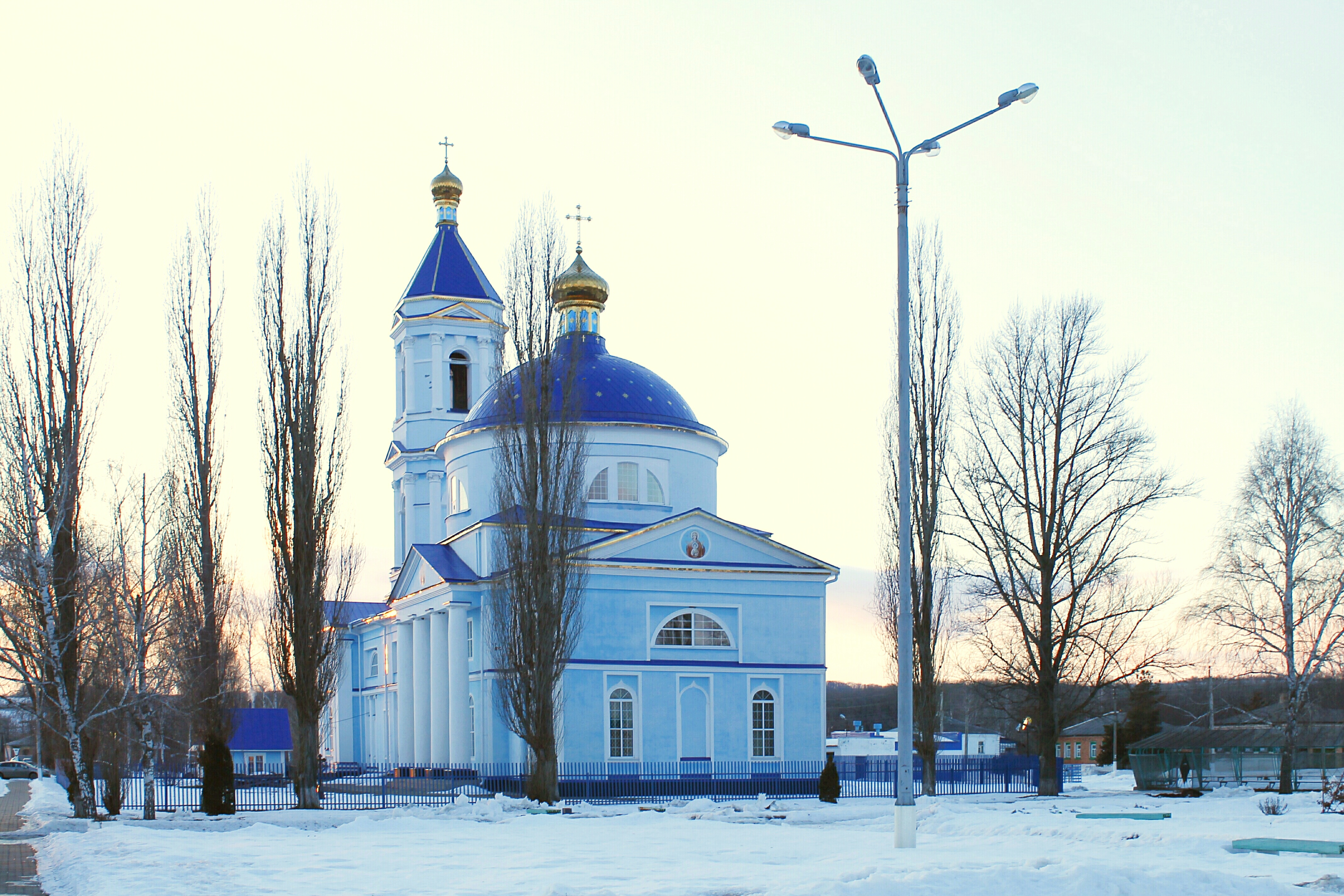
Orthodoxe Kirche des Zeichens der Mutter Gottes in Urasowo

Die Ortschaft befindet sich in 12 km Entfernung zur russisch-ukrainischen Grenze, 16 km südlich vom Rajonzentrum Waluiki und etwa 140 km südöstlich der Oblasthauptstadt Belgorod. Sie liegt auf 73 m Höhe am linken Ufer des Oskil, einem 472 km langen, linken Nebenfluss des Siwerskyj Donez. Urasowo besitzt eine Bahnstation an der Bahnstrecke Waluiki–Kupjansk.

## Geschichte
Nachdem der russische Generalfeldmarschall Michail Michailowitsch Golizyn Land in der Sloboda-Ukraine erhalten hatte, ließ er 1728 von 3000 seiner Leibeigenen die Siedlung Urasowo gründen.
Im 19. Jahrhundert war Urasowo eine industrielle Siedlung, in der mehr Einwohner als in Waluiki lebten. Im Ort befindet sich die Ende des 19. Jahrhunderts erbaute Kirche Johannes des Täufers sowie die Kirche des Zeichens der Mutter Gottes, deren Grundstein 1750 gelegt wurde und die heute eine der ältesten Kirchen der Region ist.

## Söhne und Töchter der Stadt
- Walentyn Kostenko (1895–1960); Komponist, Musikwissenschaftler, Musikkritiker und Pädagoge
- Wladimir Pawlowitsch Bassow (1923–1987); Schauspieler, Filmregisseur und Drehbuchautor[3][2]